# فيكتور كاربينكو
فيكتور كاربينكو (بالروسية: Карпенко, Виктор Александрович)‏، من مواليد 7 سبتمبر 1977، لاعب كرة قدم أوزبكي.
و قد لعب مع نادي شينيك ياروسلافل الروسي ونادي لوكوموتيف تشيتا الروسي ونادي سوكول ساراتوف الروسي ونادي كايرات ألماتي الكازاخستاني.
و قد بدأ باللعب مع منتخب أوزبكستان لكرة القدم في عام 1999.

## روابط خارجية
- فيكتور كاربينكو على موقع الاتحاد الدولي (مؤرشف)  (الإنجليزية)
- فيكتور كاربينكو على موقع قاعدة بيانات كرة القدم.إي يو (الإنجليزية)
- فيكتور كاربينكو على موقع ناشيونال فوتبول تيمز (الإنجليزية)
- فيكتور كاربينكو على موقع Soccerway.com (الإنجليزية)
- فيكتور كاربينكو على موقع كووورة